# The Hard Times of RJ Berger
The Hard Times of RJ Berger is een Amerikaanse televisieserie gemaakt door David Katzenberg en Seth Graheme-Smith voor MTV.
De hoofdpersoon van de show is RJ Berger (Paul Iacono), een onpopulaire brugklasser op de fictionele school: Pinkerten High School in Ohio. De twee beste vrienden van Berger zijn Miles Jenner (Jareb Dauplaise) en Lily Miran (Kara Taitz). Berger is verliefd op Jenny Swanson (Amber Lancaster), een van de populaire meisjes op school, die verkering heeft met Max Owens, een populaire basketballer en pestkop. De show wordt gepresenteerd als een puberverhaal en wordt beschreven door de makers Katzenberg en Grahame-Smith als een combinatie tussen de televisie-serie The Wonder Years en de film Superbad.
Het eerste seizoen liep van 6 juni 2010 tot 23 augustus 2010. Het tweede seizoen ging op 24 maart 2011 van start.
Ondanks een goede start met 3,1 miljoen kijkers in Amerika, eindigde seizoen 2 met minder dan een miljoen kijkers. Daarom besloot MTV de serie te beëindigen, zodat er ook geen derde seizoen zal volgen.